# Langues aux Bermudes
La langue officielle des Bermudes est l'anglais, ces îles faisant partie du territoire d'outre-mer du Royaume-Uni.
60 % de la population parle l'anglais bermudien (en) (qui n'est pas un créole) comme langue maternelle. 
Le portugais est une langue également assez présente due à l'importante communauté portugaise dans l'archipel.

## Statistiques diverses
- Langues des sites web en .bm (2017)[1] : anglais 100 %
- Langues de consultation de Wikipédia (2013) : anglais 98 %